# Golden Globe 1975
La 32ª edizione della cerimonia di premiazione di Golden Globe si è tenuta il 29 gennaio 1975 al Beverly Hilton Hotel di Beverly Hills, California.
Melanie Griffith, figlia di Tippi Hedren, è stata la Golden Globe Ambassador dell'edizione.

## Premi per il cinema
Vengono di seguito indicati in grassetto i vincitori. Ove ricorrente e disponibile, viene indicato il titolo in lingua italiana e quello in lingua originale tra parentesi.

### Miglior film drammatico
- Chinatown, regia di Roman Polański
- La conversazione (The Conversation), regia di Francis Ford Coppola
- Terremoto (Earthquake), regia di Mark Robson
- Il padrino - Parte II (The Godfather: Part II), regia di Francis Ford Coppola
- Una moglie (A Woman Under the Influence), regia di John Cassavetes

### Miglior film commedia o musicale
- Quella sporca ultima meta (The Longest Yard), regia di Robert Aldrich
- Prima pagina (The Front Page), regia di Billy Wilder
- Harry e Tonto (Harry and Tonto), regia di Paul Mazursky
- Il piccolo principe (The Little Prince), regia di Stanley Donen
- I tre moschettieri (The Three Musketeers), regia di Richard Lester

### Miglior regista
- Roman Polański - Chinatown
- Francis Ford Coppola - Il padrino - Parte II (The Godfather: Part II)
- Francis Ford Coppola - La conversazione (The Conversation)
- Bob Fosse - Lenny
- John Cassavetes - Una moglie (A Woman Under the Influence)

### Miglior attore in un film drammatico
- Jack Nicholson - Chinatown
- Gene Hackman - La conversazione (The Conversation)
- James Caan - 40.000 dollari per non morire (The Gambler)
- Al Pacino - Il padrino - Parte II (The Godfather: Part II)
- Dustin Hoffman - Lenny

### Migliore attrice in un film drammatico
- Gena Rowlands - Una moglie (A Woman Under the Influence)
- Ellen Burstyn - Alice non abita più qui (Alice Doesn't Live Here Anymore)
- Faye Dunaway - Chinatown
- Valerie Perrine - Lenny
- Liv Ullmann - Scene da un matrimonio (Scener ur ett äktenskap)

### Miglior attore in un film commedia o musicale
- Art Carney - Harry e Tonto (Harry and Tonto)
- James Earl Jones - Claudine
- Jack Lemmon - Prima pagina (The Front Page)
- Walter Matthau - Prima pagina (The Front Page)
- Burt Reynolds - Quella sporca ultima meta (The Longest Yard)

### Migliore attrice in un film commedia o musicale
- Raquel Welch - I tre moschettieri (The Three Musketeers)
- Diahann Carroll - Claudine
- Helen Hayes - Herbie il Maggiolino sempre più matto (Herbie Rides Again)
- Lucille Ball - Mame
- Cloris Leachman - Frankenstein Junior (Young Frankenstein)

### Miglior attore non protagonista
- Fred Astaire - L'inferno di cristallo (The Towering Inferno)
- John Huston - Chinatown
- Bruce Dern - Il grande Gatsby (The Great Gatsby)
- Sam Waterston - Il grande Gatsby (The Great Gatsby)
- Eddie Albert - Quella sporca ultima meta (The Longest Yard)

### Migliore attrice non protagonista
- Karen Black - Il grande Gatsby (The Great Gatsby)
- Diane Ladd - Alice non abita più qui (Alice Doesn't Live Here Anymore)
- Beatrice Arthur - Mame
- Jennifer Jones - L'inferno di cristallo (The Towering Inferno)
- Madeline Kahn - Frankenstein Junior (Young Frankenstein)

### Migliore attore debuttante
- Joseph Bottoms - Il ragazzo del mare (The Dove)
- Lee Strasberg - Il padrino - Parte II (The Godfather: Part II)
- Sam Waterston - Il grande Gatsby (The Great Gatsby)
- Steven Warner - Il piccolo principe (The Little Prince)
- James Hampton - Quella sporca ultima meta (The Longest Yard)

### Migliore attrice debuttante
- Susan Flannery - L'inferno di cristallo (The Towering Inferno)
- Ann Turkel - Attento sicario: Crown è in caccia (99 and 44/100% Dead)
- Helen Reddy - Airport '75 (Airport 1975)
- Valerie Harper - Una strana coppia di sbirri (Freebie and the Bean)
- Julie Gholson - Dove fioriscono i gigli (Where the Lilies Bloom)

### Migliore sceneggiatura
- Robert Towne - Chinatown
- Francis Ford Coppola - La conversazione (The Conversation)
- Francis Ford Coppola e Mario Puzo - Il padrino - Parte II (The Godfather: Part II)
- Stirling Silliphant - L'inferno di cristallo (The Towering Inferno)
- John Cassavetes - Una moglie (A Woman Under the Influence)

### Migliore colonna sonora originale
- Alan Jay Lerner e Frederick Loewe - Il piccolo principe (The Little Prince)
- Jerry Goldsmith - Chinatown
- John Williams - Terremoto (Earthquake)
- Nino Rota - Il padrino - Parte II (The Godfather: Part II)
- Paul Williams - Il fantasma del palcoscenico (Phantom of the Paradise)

### Migliore canzone originale
- I Feel Love, musica di Euel Box, testo di Betty Box - Beniamino (Benji)
- On and On, musica e testo di Curtis Mayfield - Claudine (Claudine)
- Sail the Summer Winds, musica di John Barry, testo di Don Black - Il ragazzo del mare (The Dove)
- I Never Met a Rose, musica di Frederick Loewe, testo di Alan Jay Lerner - Il piccolo principe (The Little Prince)
- We May Never Love Like This Again, musica e testo di Al Kasha e Joel Hirschhorn - L'inferno di cristallo (The Towering Inferno)

### Miglior film straniero
- Scene da un matrimonio (Scener ur ett äktenskap), regia di Ingmar Bergman (Svezia)
- Amarcord, regia di Federico Fellini (Italia)
- Soldi ad ogni costo (The Apprenticeship of Duddy Kravitz), regia di Ted Kotcheff (Canada)
- Le folli avventure di Rabbi Jacob (Les aventures de Rabbi Jacob), regia di Gérard Oury (Francia)
- Cognome e nome: Lacombe Lucien (Lacombe Lucien), regia di Louis Malle (Francia)

### Miglior documentario
- Animals Are Beautiful People (Animals Are Beautiful People), regia di Jamie Uys
- Anche gli uccelli e le api lo fanno (Birds Do It, Bees Do It), regia di Nicolas Noxon e Irwin Rosten
- Hearts and Minds (Hearts and Minds), regia di Peter Davis
- I Am a Dancer (I Am a Dancer), regia di Pierre Jourdan
- Janis, regia di Howard Alk

## Premi per la televisione
Vengono di seguito indicati in grassetto i vincitori. Ove ricorrente e disponibile, viene indicato il titolo in lingua italiana e quello in lingua originale tra parentesi.

### Miglior serie drammatica
- Su e giù per le scale (Su e giù per le scale)
- Kojak
- Sulle strade della California (Police Story)
- Le strade di San Francisco (The Streets of San Francisco)
- Una famiglia americana (The Waltons)

### Miglior serie commedia o musicale
- Rhoda
- Arcibaldo (All in the Family)
- The Carol Burnett Show (The Carol Burnett Show)
- Mary Tyler Moore (The Mary Tyler Moore Show)
- Maude

### Miglior attore in una serie drammatica
- Telly Savalas - Kojak
- Mike Connors - Mannix
- Michael Douglas - Le strade di San Francisco (The Streets of San Francisco)
- Richard Thomas - Una famiglia americana (The Waltons)
- Peter Falk - Colombo (Columbo)

### Miglior attore in una serie commedia o musicale
- Alan Alda - M*A*S*H
- Carroll O'Connor - Arcibaldo (All in the Family)
- Bob Newhart - The Bob Newhart Show (The Bob Newhart Show)
- Edward Asner - Mary Tyler Moore (The Mary Tyler Moore Show)
- Redd Foxx - Sanford and son (Sanford and Son)

### Miglior attrice in una serie drammatica
- Angie Dickinson - Pepper Anderson agente speciale (Police Woman)
- Lee Meriwether - Barnaby Jones
- Teresa Graves - Get Christie Love! (Get Christie Love!)
- Jean Marsh - Su e giù per le scale (Upstairs, Downstairs)
- Michael Learned - Una famiglia americana (The Waltons)

### Miglior attrice in una serie commedia o musicale
- Valerie Harper - Rhoda
- Jean Stapleton - Arcibaldo (All in the Family)
- Carol Burnett - The Carol Burnett Show (The Carol Burnett Show)
- Esther Rolle - Good Times
- Mary Tyler Moore - Mary Tyler Moore (The Mary Tyler Moore Show)

### Miglior attore non protagonista in una serie
- Harvey Korman - The Carol Burnett Show (The Carol Burnett Show)
- Jimmie Walker - Good Times
- Gavin MacLeod - Mary Tyler Moore (The Mary Tyler Moore Show)
- Whitman Mayo - Sanford and son (Sanford and Son)
- Will Geer - Una famiglia americana (The Waltons)

### Miglior attrice non protagonista in una serie
- Betty Garrett - Arcibaldo (All in the Family)
- Vicki Lawrence - The Carol Burnett Show (The Carol Burnett Show)
- Nancy Walker - McMillan e signora (McMillan & Wife)
- Julie Kavner - Rhoda
- Ellen Corby - Una famiglia americana (The Waltons)

## Premi onorari
- Golden Globe alla carriera: Hal B. Wallis
- Henrietta Award
  - Il migliore attore del mondo: Robert Redford
  - La miglior attrice del mondo: Barbra Streisand